# Britney 2.0 (EP)
Britney 2.0 é um extended play que contém canções apresentadas no 2º episodio da quarta temporada da série americana Glee, intitulado Britney 2.0. O EP foi lançado para download digital em todo mundo no iTunes Store 18 de setembro de 2012, e é composto por faixas da cantora Britney Spears.

## Singles
Todas as Faixas do EP foram lançadas como single. o Ep contem dois Mash-up: "Crazy" / "(You Drive Me) Crazy" cantada por Aerosmith e Britney Spears e "Boys" / "Boyfriend" cantada por Britney Spears e Justin Bieber.

## Faixas
| N.º | Título                      | Cantada Por                                       | Duração |  |
| 1.  | " 3 "                       | Chord Overstreet, Samuel Larsen & Jenna Ushkowitz | 3:27    |  |
| 2.  | "Boys / Boyfriend"          | Darren Criss & Kevin McHale                       | 2:43    |  |
| 3.  | "Gimme More"                | Heather Morris                                    | 3:25    |  |
| 4.  | "Hold It Against Me"        | Heather Morris & Becca Tobin                      | 3:38    |  |
| 5.  | "Womanizer"                 | Alex Neweel, Jenna Ushkowitz & Melissa Benoist    | 3:32    |  |
| 6.  | "Everytime"                 | Melissa Benoist                                   | 3:41    |  |
| 7.  | "Oops!... I Did It Again"   | Lea Michele                                       | 2:51    |  |
| 8.  | "Crazy/(U' Drive Me) Crazy" | Melissa Benoist & Jacob Artist                    | 2:22    |  |

Duração: 23:79